# Lophops mentawiensis
Lophops mentawiensis är en insektsart som beskrevs av Baker 1927. Lophops mentawiensis ingår i släktet Lophops och familjen Lophopidae. Inga underarter finns listade i Catalogue of Life.